# Червоночабанська сільська рада
Червоночаба́нська сільська́ ра́да — адміністративно-територіальна одиниця та орган місцевого самоврядування в Каланчацькому районі Херсонської області. Адміністративний центр — село Преображенка.

## Загальні відомості
Червоночабанська сільська рада утворена в 1930 році.
- Територія ради: 175,77 км²
- Населення ради: 2 499 осіб (станом на 2001 рік)

## Населені пункти
Сільській раді підпорядковані населені пункти:
- с. Преображенка
- с. Каїрка
- с. Макарівка
- с. Пам'ятник
- с. Польове
- с. Ставки

## Склад ради
Рада складається з 16 депутатів та голови.
- Голова ради: Сучок Андрій Миколайович
- Секретар ради: Іщенко Микола Миколайович

### Керівний склад попередніх скликань
| Прізвище, ім'я, по батькові | Основні відомості                                                                     | Дата обрання | Дата звільнення |
| --------------------------- | ------------------------------------------------------------------------------------- | ------------ | --------------- |
| Лобас Світлана Григорівна   | Сільський голова, 1956 року народження, член Всеукраїнського об'єднання «Батьківщина» | 26.03.2006   | 31.10.2010      |
| Сучок Андрій Миколайович    | Сільський голова, 1967 року народження, освіта вища, член Партії регіонів             | 31.10.2010   |                 |

Примітка: таблиця складена за даними сайту Верховної Ради України

### Депутати
За результатами місцевих виборів 2010 року депутатами ради стали:

#### За суб'єктами висування
| Суб'єкт висування           | Кількість обраних депутатів | %    |
| --------------------------- | --------------------------- | ---- |
| Самовисування               | 11                          | 68,8 |
| Партія регіонів             | 4                           | 25   |
| Комуністична партія України | 1                           | 6,3  |

#### За округами
| № округу                    | Прізвище, ім'я, по батькові    | Дата визнання обраним | Освіта  | Партійна приналежність                        | Відомості про обраного депутата                                      |
| --------------------------- | ------------------------------ | --------------------- | ------- | --------------------------------------------- | -------------------------------------------------------------------- |
| Комуністична партія України |                                |                       |         |                                               |                                                                      |
| 5                           | Данчук Галина Миколаївна       | 04.11.2010            | середня | позапартійна                                  | Червоночабанська сільська рада, інспектор військово-облікового столу |
| Партія регіонів             |                                |                       |         |                                               |                                                                      |
| 4                           | Іщенко Микола Миколайович      | 04.11.2010            | вища    | член Партії регіонів                          | ЗАТ «Кримський ТИТАН», воєнізований охоронець                        |
| 10                          | Буря Діна Григорівна           | 04.11.2010            | середня | член Партії регіонів                          | Будинок культури с. Польове, завідувачка                             |
| 12                          | Попова Неля Анатоліївна        | 04.11.2010            | середня | член Партії регіонів                          | Макарівська загальноосвітня школа, вчитель                           |
| 15                          | Біляєв Сергій Іванович         | 04.11.2010            | середня | член Партії регіонів                          | тимчасово не працює                                                  |
| Самовисування               |                                |                       |         |                                               |                                                                      |
| 1                           | Свідина Микола Миколайович     | 04.11.2010            | середня | позапартійний                                 | ЗАТ «Кримський ТИТАН», слюсар-ремонтник                              |
| 2                           | Сімейко Лілія Василівна        | 04.11.2010            | вища    | позапартійна                                  | Червоночабанська сільська рада, бухгалтер                            |
| 3                           | Кручина Олександр Григорович   | 04.11.2010            | вища    | позапартійний                                 | приватний підприємець                                                |
| 6                           | Савостіна Ніна Григорівна      | 04.11.2010            | вища    | член Політичної партії «Союз Лівих Сил»       | пенсіонер                                                            |
| 7                           | Будько Тетяна Миколаївна       | 04.11.2010            | середня | член Партії регіонів                          | ДКП «Преображенка», бухгалтер                                        |
| 8                           | Іващенко Олександр Вікторович  | 04.11.2010            | вища    | позапартійний                                 | ЗАТ «Кримський ТИТАН», рятувальник                                   |
| 9                           | Мухлісов Сарвар Сулейманович   | 04.11.2010            | середня | позапартійний                                 | тимчасово не працює                                                  |
| 11                          | Копаненко Лілія Миколаївна     | 04.11.2010            | середня | член Всеукраїнського об'єднання «Батьківщина» | відділення ВАТ «Укрпошта» с. Макарівка, завідувачка                  |
| 13                          | Добровольська Любов Миколаївна | 04.11.2010            | середня | позапартійна                                  | фельдшерсько-акушерський пункт с. Макарівка, фельдшер                |
| 14                          | Іллічова Ріта Василівна        | 04.11.2010            | середня | позапартійна                                  | ПП Дзяткевич, продавець                                              |
| 16                          | Дзяткевич Лариса Михайлівна    | 04.11.2010            | середня | позапартійна                                  | приватний підприємець                                                |

## Населення
Згідно з переписом УРСР 1989 року чисельність наявного населення сільської ради становила 2657 осіб, з яких 1242 чоловіки та 1415 жінок.
За переписом населення України 2001 року в сільській раді мешкали 2484 особи.

### Мова
Розподіл населення за рідною мовою за даними перепису 2001 року:
| Мова       | Відсоток |
| ---------- | -------- |
| українська | 78,55 %  |
| російська  | 16,05 %  |
| вірменська | 0,24 %   |
| білоруська | 0,08 %   |
| болгарська | 0,04 %   |
| молдовська | 0,04 %   |
| інші       | 5,00 %   |